# Любить…
«Люби́ть…» — советский кинофильм 1968 года, снятый режиссёром Михаилом Каликом. Полузапрещённый манифест советского эротизма о сложных отношениях современных Мужчины и Женщины. Состоит из четырёх новелл по мотивам рассказов Иона Друцэ, Авенира Зака и Исая Кузнецова, Юрия Казакова и Владимира Сапожникова. Каждая новелла начинается с эпиграфа из «Песни песней» Ветхого Завета.
Жанр ленты — некое социологическое киноисследование, а по определению создателей: «несколько обычных историй с анкетой и наблюдениями». Картина сочетает элементы игрового и документального кинематографа. На вопрос режиссёра-документалиста Инессы Туманян «Что значит любить?» отвечают священник Александр Мень и случайные прохожие.

## Сюжет
Новелла первая
В дождливый день в квартире под магнитофонную запись танцуют и разговаривают три пары. Одинокий молодой человек сидит с книгой и размышляет вслух. Вдруг музыка заканчивается, и слышится записанный на плёнку диалог мужчины и женщины. Женщина признаётся в любви мужчине. Молодые люди слушают.
Новелла вторая
Зимним вечером юноша Сергей прощается с девушкой и в приподнятом настроении идёт по завьюженному Ленинграду. На памятнике Петру I он воображает Вьюгу в виде девушки и приглашает на танец. Затем садится в трамвай, где видит плачущую кондукторшу. Он старается успокоить её, а потом провожает домой. Аня (так зовут девушку) рассказывает, что её бросил возлюбленный, заставив перед этим сделать аборт. Сергей разбивает его портрет и убеждает Аню забыть его.
Новелла третья
На вокзале прощаются мужчина и женщина. Мужчина пытается объясниться с женщиной, уговаривает остаться ещё на несколько дней в Москве, говорит о встрече на Севере, куда возвращается женщина. Они едут на такси в поисках гостиницы, однако нигде нет мест. Они вынуждены бродить по городу, заходят в подъезд, но их выгоняет дворничиха. Едут за город, пьют вино. Понимая, что провести время наедине им негде, под утро возвращаются на вокзал. Женщина садится в вагон. О встрече они уже не договариваются. Мужчина уходит. Женщина смотрит ему вслед.
Новелла четвёртая
Молдавское село. Поздно вечером молодой парень Мирча возвращается домой на телеге с сеном. По дороге он встречает девушку Нуцу, которая явно поджидает его и которая ему тоже нравится. Проведя ночь вместе, молодые люди утром возвращаются в село. Он подъезжает к своему дому. Отец видит спрятавшуюся в сене девушку. Смущённый Мирча сообщает родителям, что это их невестка. Сюжет заканчивается сценами молдавской свадьбы.

## История создания
В январе 1967 годя студия «Молдова-фильм» представила в Главную сценарно-редакционную коллегию (ГСРК) Кинокомитета СССР сценарий М. Калика «Десять раз о любви», вызвавший самые противоречивые мнения экспертов:
В последнее время документальное и игровое кино всё более тесно сближаются друг с другом. Мастера художественного кино снимают фильмы под «документ» и активно пользуются документами<…>. Я уверен, что интервью с молодыми людьми, съёмка диспутов «о любви и дружбе» намного обогатят картину.
Неизвестно, зачем в таком сценарии снимать какие-то интервью, и диспуты, и споры. О чём будут спорить персонажи? О том, что любить хорошо, а не любить плохо? О том, что без любви не нужно сожительствовать? О том, что любовь проходит? О чём?
Тем не менее фильм всё же был запущен.
Сама форма фильма обязывала снимать новеллы определённым образом, чтобы это не было враньём, ведь рядом — хроника.
Квартира «физиков и лириков» из первой новеллы снята в декорации, «ленинградская» — на зимней натуре в городе на Неве, «московская» — на улицах и площадях столицы, молдавская новелла — на берегу Днестра, в сорокской степи.
На роль Мирча пробовались Василе Брескану, Яков Бургиу, Владимир Высоцкий, но всем им режиссёр предпочёл третьекурсника ГИТИСа Георге-Иону Швитки. В процессе монтажа Калик отказался от смешного и грустного эпизода во второй новелле с участием Евгения Евстигнеева, — «он не вмещался в структуру».
Когда группе кинохроники по инициативе Инессы Туманян удалось снять уличный эпизод в кафе на углу Петровки и Кузнецкого Моста, Калик воскликнул: «Всё! Я нашёл ключ к картине!»
В начале 1968 года готовая картина была представлена Кинокомитету СССР, получив в итоге огромный перечень обязательных правок, предъявленных главным редактором ГСРК И. А. Кокоревой. Главный удар коллегии пришёлся на документальный ряд картины.
При окончательном монтаже картины режиссёр учёл высказанные замечания и многие из них выполнил. Но теперь перестраховался Республиканский Комитет Молдавской ССР и отдал распоряжение директору студии Л. Г. Мурсе вырезать ряд эпизодов без привлечения режиссёра (в том числе эпиграфы из «Песни песней», монолог священника Александра Меня, после чего картину вновь повезли в Москву.

…частичные сокращения, которые были произведены по фильму, не устранили серьёзных идейных недостатков картины<…>. По-прежнему мы вынуждены констатировать, что авторская концепция фильма «Любить» остаётся неверной, главным образом в силу неверного отбора хроникального материала. Картина в целом не изменилась по существу. Поэтому наше заключение по предыдущему варианту остаётся в силе.— И. Кокорева, главный редактор Сценарно-редакционной коллегии
И в Кишинёве снова принялись кромсать картину, также отстранив режиссёра. К июню 1968 года было исключено более 400 метров кинохроники (полностью два хроникальных эпизода: на танцплощадке с мальчишками и девчонками 16—17 лет и с писателями и журналистами в редакции «Литературной газеты»), добавлено около 160 метров новых кадров, подчёркивающих здоровое отношение молодёжи к любви, вопросам нравственности и морали.
Тем временем М. Калик обратился во Всесоюзное управление по охране авторских прав с просьбой либо восстановить фильм в соответствии с его авторским замыслом, либо убрать его фамилию из титров, выразив готовность возместить стоимость изменений в титрах из причитающегося ему вознаграждения. Но заполучив резолюцию «По договоренности с т. Ермашом Ф. Т. дальнейших акций по фильму не проводить», Кинокомитет СССР спустил дело на тормозах и вскоре выпустил картину в прокат «вторым экраном».
…один священник, чернобородый красавец, сидящий на фоне церковных ворот так, что получается что-то вроде нимба, говорит коротко, ясно, глубоко и удивительно тепло… «Мень! Александр Мень!», — проносится шёпот по залу. Так вот как он выглядит! Господи, до чего красив…
Михаил Калик, демонстрировавший собственную версию фильма в «закрытых аудиториях», решил обратиться в суд, но суд не состоялся, а на самого режиссёра завели уголовное дело о незаконном предпринимательстве, конфисковав при обыске авторский вариант. После отъезда режиссёра в эмиграцию в 1971 году картину и вовсе изъяли из проката.
В 1990 году при участии киностудии «Зодиак» (Киностудия имени М. Горького, Россия) и «Сиртей Михаил Калик» (Израиль) режиссёр частично восстановил фильм, но не все вырезанные цензурой эпизоды им были найдены:
Фильм, действительно, восстановлен, но не полностью, о чём я всегда говорю. Его так сократили, что потом пришлось вставлять лишнее, чтобы увеличить метраж. Первый вариант фильма был самый лучший, он — авторский.Михаил Калик, «Экран и сцена» № 2 2017

## В ролях
Новелла первая
- Алексей Эйбоженко — парень на вечеринке
- Марианна Вертинская — девушка на вечеринке
- Игорь Кваша — Игорь, гость на вечеринке
- Екатерина Васильева — подруга Игоря
- Андрей Миронов — парень на вечеринке
- Анастасия Вознесенская — девушка с глобусом
- Валентин Никулин — одинокий гость
- Валентина Караваева — женский голос из магнитофона

Новелла вторая
- Сергей Гурзо — Сергей
- Наталия Четверикова — Вера, девушка Сергея
- Алиса Фрейндлих — Аня, кондуктор
- Людмила Вагнер — Вьюга
- Михаил Калик — прохожий на площади Декабристов

Новелла третья
- Светлана Светличная — северянка
- Лев Круглый — москвич
- Наум Кавуновский — администратор в гостинице
- Елизавета Никищихина — дворничиха

Новелла четвёртая
- Антонина Лефтий — Нуца
- Георге Швитки — Мирча
- Михаил Бадикяну — Морару, отец Мирче

Документальные кадры:
- Александр Мень — камео (нет в титрах)
- Татьяна Романова[комм. 2]) — девушка в берете (нет в титрах)

## Съёмочная группа
- Сценарий: Михаил Калик, по мотивам рассказов Иона Друцэ, Авенира Зака и Исая Кузнецова, Юрия Казакова, Владимира Сапожникова.
- Режиссёр: Михаил Калик
- Главный оператор: Дмитрий Моторный
- Композитор: Микаэл Таривердиев
- Текст песни: Евгений Евтушенко
- Режиссёр хроники: Инна Туманян
- Оператор хроники: Александр Кольцатый[19]
- Художники: Станислав Булгаков, Аурелия Роман
- Звукооператор: Юрий Оганджанов
- Второй режиссёр: Иосиф Сосланд
- Второй оператор: Владимир Брусин
- Редактор: Александр Конунов
- Грим: Наум Маркзицер
- Монтажёры: Ж. Дубчак, Н. Купцова
- Инструментальный ансамбль под управлением В. Людвиковского
- Инструментальный ансамбль под управлением А. Васильева («Поющие гитары»)
- Директор: М. Щербак

## Критика
Четыре новеллы о любви и неловком советском эротизме, в которых есть всё, что есть в лучших фильмах советской новой волны: искренность на грани пошлости, влияние Антониони и Годара и разочарование в оттепели и её поколении.
…фильм Калика удивителен тем, что в четвёртой новелле этот записной космополит противопоставил бесчеловечному городу (оплоту отчуждения и некоммуникабельности, как написали бы советские критики) «положительный идеал».<…> И этим идеалом оказывается любовь в стогу сена, простая страсть юных крестьян Нуцы (Антонина Лефтий) и Мирчи (Георге Швитки), патриархальные нравы диковатой глубинки.
— Михаил Трофименков, «Коммерсантъ Weekend» № 26 2021

## Комментарии
1. ↑  Пояснение, вынесенное авторами фильма в начальные титры.
2. ↑  Долгое время Татьяну Романову ошибочно указывали по мужу — Журавлёва[17][18].